# Слава (часы)
«Сла́ва» — торговая марка часов изначально Второго Московского часового завода «Слава», а с 2006 года - часовой компании "Слава".
«Слава» — одна из самых массовых советских марок часов, ориентированных на широкие слои населения. Экспортировалась во многие страны мира, причём в некоторые годы экспорт составлял до 50 % выпуска. Во Франции и Швейцарии работали дочерние сборочные предприятия.

### История
Завод был основан в 1924 году.
Во второй половине 1950-х годов появилась линейка женских наручных часов. Позже под этим названием выпускаются механические и кварцевые наручные часы, будильники, карманные и настенные часы.
В 2005 году завод и торговая марка «Слава» были приобретены банком «Глобэкс» и впоследствии перешли в собственность города Москвы.
В 2008 году цеха по производству будильников на площадке возле метро Белорусская были снесены на их месте по утвержденному градостроительному плану будет построен бизнес-центр. Площадка по производству наручных часов, расположенная на Научном проезде, дом 20, сохранилась и стала основой технопарка «Слава».
С 2006 года правами на производство часов марки «Слава» обладает «Часовая компания „Слава“». В производстве используются оригинальные механизмы Второго московского часового завода и японские кварцевые механизмы Miyota, сборка осуществляется в московском подразделении компании.
В декабре 2016 года начался выпуск часов «Слава» с механизмами Чистопольского часового завода «Восток».
В 2020 году компания представила часы «Русская рулетка», концепция которых — с шестизарядным револьверным барабаном, в котором находится один патрон — разработана совместно с актёром Иваном Охлобыстиным.
Под маркой «Слава» выпускаются новые коллекционные часы, дизайн которых навеян историческими моделями. Среди которых часы «Телевизор», «Эра», «Мир», «Садко», «Айс» и «Доктор». Для коллекционной серии используются исключительно собственные механизмы «Слава» 2427.
В 2024 году Слава отметила свое столетие. К юбилею были выпущены более десятка новых моделей, созданных в коллаборации с другими часовыми производителями и отличающихся оригинальностью. Из самых заметных:
- "Погоня" - реинкарнация часов для водителей 70ых, отчасти выпускавшихся на 2МЧЗ. Получили награду "Лучшие спортивные часы 2024" на конкурсе «Лучшие российские часы»
- "Маленький принц" - лимитированная коллекция, поставившая рекорд по предзаказу. 700 штук были выкуплены за 7 минут.
- "Ёжик" - совместный проект с Союзмультфильмом и сетью Alltime.
- "АК" - совместный проект с концерном "Калашников"

### Механизмы
Нормативная точность хода: −25 / +60. Все механизмы с центральной секундной стрелкой. Особенность механизмов 2МЧЗ «Слава» — два заводных барабана и наличие функции двойного календаря.
| Модификация | Год начала выпуска | Число камней | Высота, мм | Запас хода, ч | Автоподзавод | Календарь — дата | День недели |
| ----------- | ------------------ | ------------ | ---------- | ------------- | ------------ | ---------------- | ----------- |
| 2409        | 1966               | 21           | 3,8        | 40            | -            | -                | -           |
| 2414        | 1966               | 21           | 4,1        | 38            | -            | +                | -           |
| 2416        | 1989               | 25           | 6,12       | 33            | +            | +                | -           |
| 2427        | 1973               | 27           | 6,85       | 31            | +            | +                | +           |
| 2428        | 1973               | 21/26        | 4,8        | 36            | -            | +                | +           |

### Подделки
В странах СНГ и интернете распространены подделки часов «Слава» с надписями «Слава — Созвездие» и «CJIABA», имеющие китайское происхождение и оснащающиеся китайскими механизмами. На территории Российской Федерации товары с такими надписями являются контрафактом, нарушающим права собственника бренда.

## Награды
В 1964 году на международной ярмарке в Лейпциге камертонные наручные часы Слава были удостоены золотой медали.
В 1974 году золотую медаль на международной выставке в Брно получили наручные часы «Слава» калибра 24 мм.
В 1975 году получена золотая медаль на международной ярмарке в Лейпциге.
2023 год - модель "Афалина" - награда "Лучшие спортивные часы 2023" на конкурсе "Лучшие российские часы"
2024 год - часы "Погоня" - награда "Лучшие спортивные часы 2024" на конкурсе "Лучшие российские часы"